# (5412) Rou
(5412) Rou est un astéroïde de la ceinture principale.

## Description
(5412) Rou est un astéroïde de la ceinture principale. Il fut découvert le 25 septembre 1973 à Naoutchnyï par Lioudmila Jouravliova. Il présente une orbite caractérisée par un demi-grand axe de 2,44 UA, une excentricité de 0,19 et une inclinaison de 2,4° par rapport à l'écliptique.

## Compléments